# Zombeck-Turm

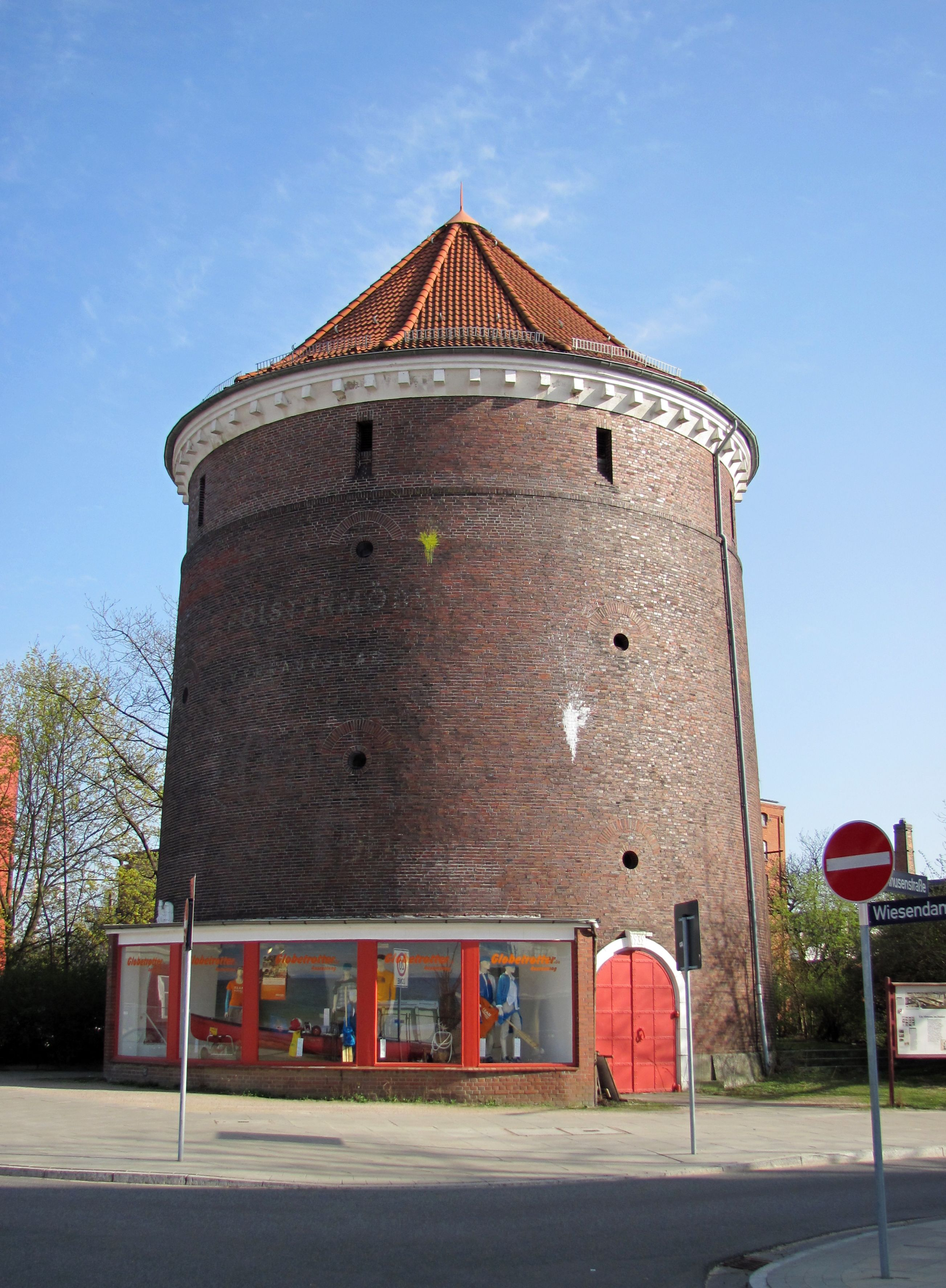
Zombeck-Turm am Bahnhof Barmbek in Hamburg

Ein Zombeck-Turm (offiziell: Luftschutzturm der Bauart Zombeck, umgangssprachlich auch „Rundbunker“) ist ein normierter deutscher Hochbunkertyp aus dem Zweiten Weltkrieg. Im Jahr 1937 ließ der Konstrukteur Paul Zombeck den nach ihm benannten Rundturmtyp patentieren.

## Bauart und Gestaltung

### Ansteigende Rampe

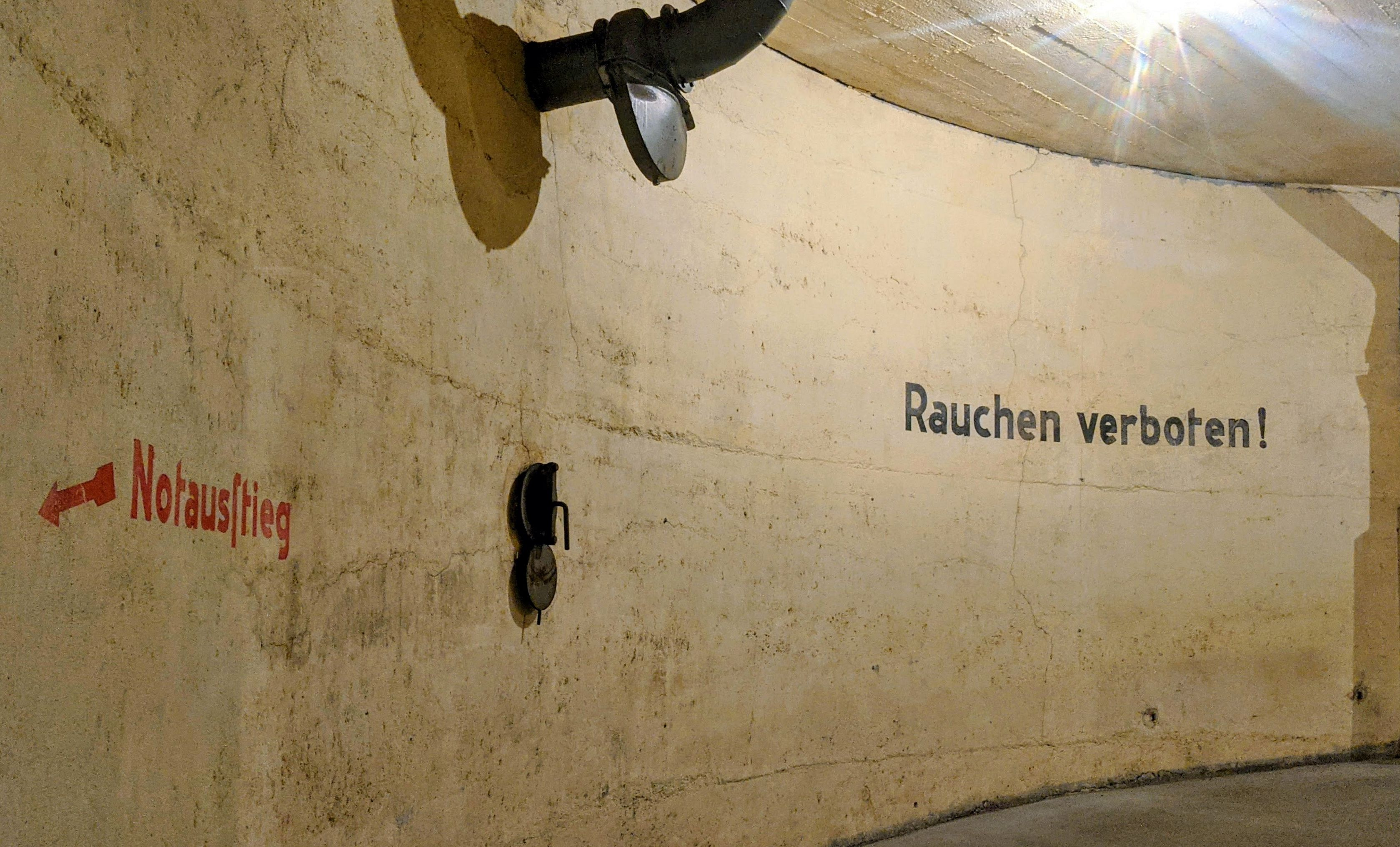
Spiralförmig ansteigende Rampe im Bunker am Bahnhof Hasselbrook

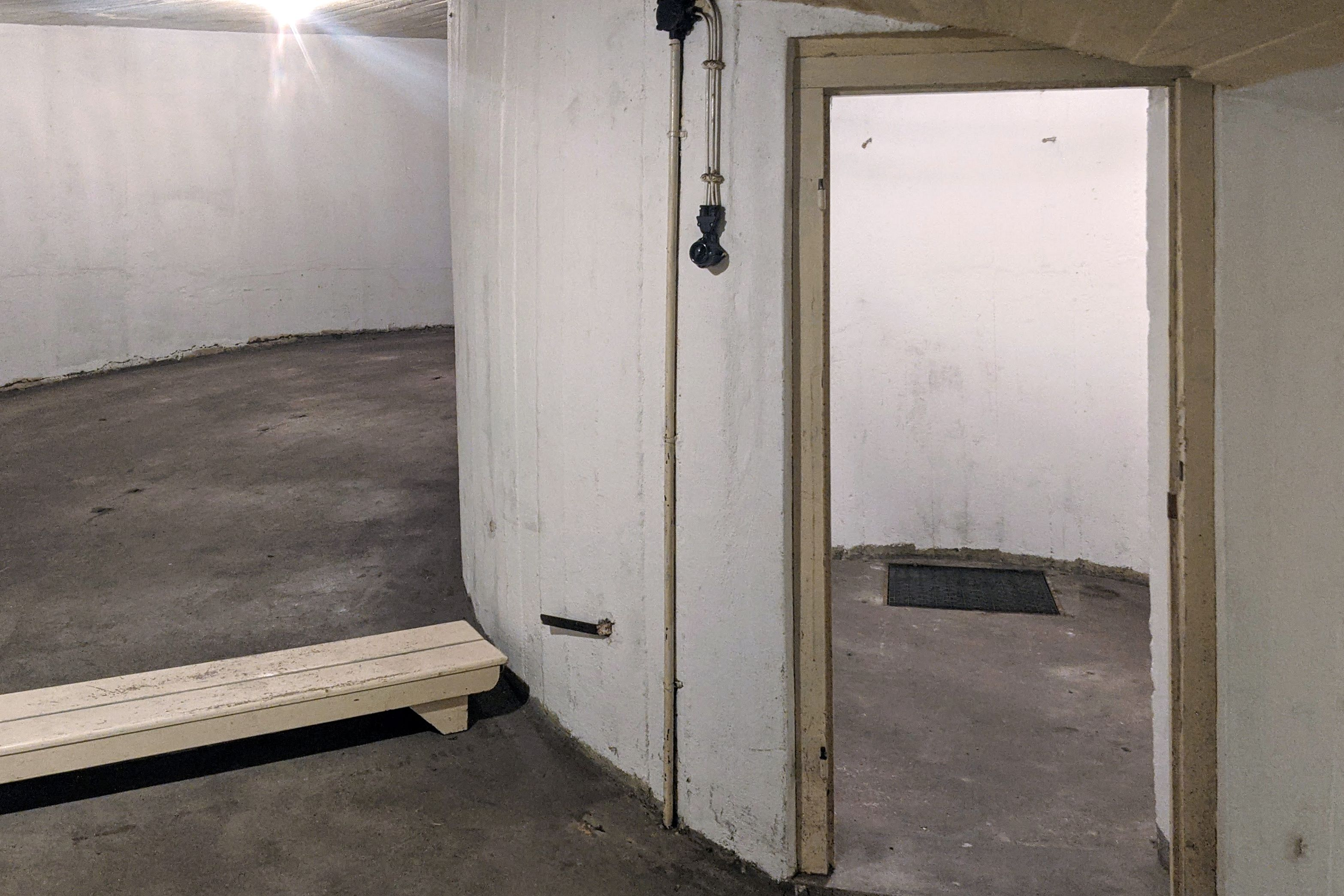
Im Turmkern waren Toiletten untergebracht, darum herum einige Sitzbänke für Alte und Kinder angeordnet, die meisten Menschen mussten in diesen Bunkern aber stehend ausharren.

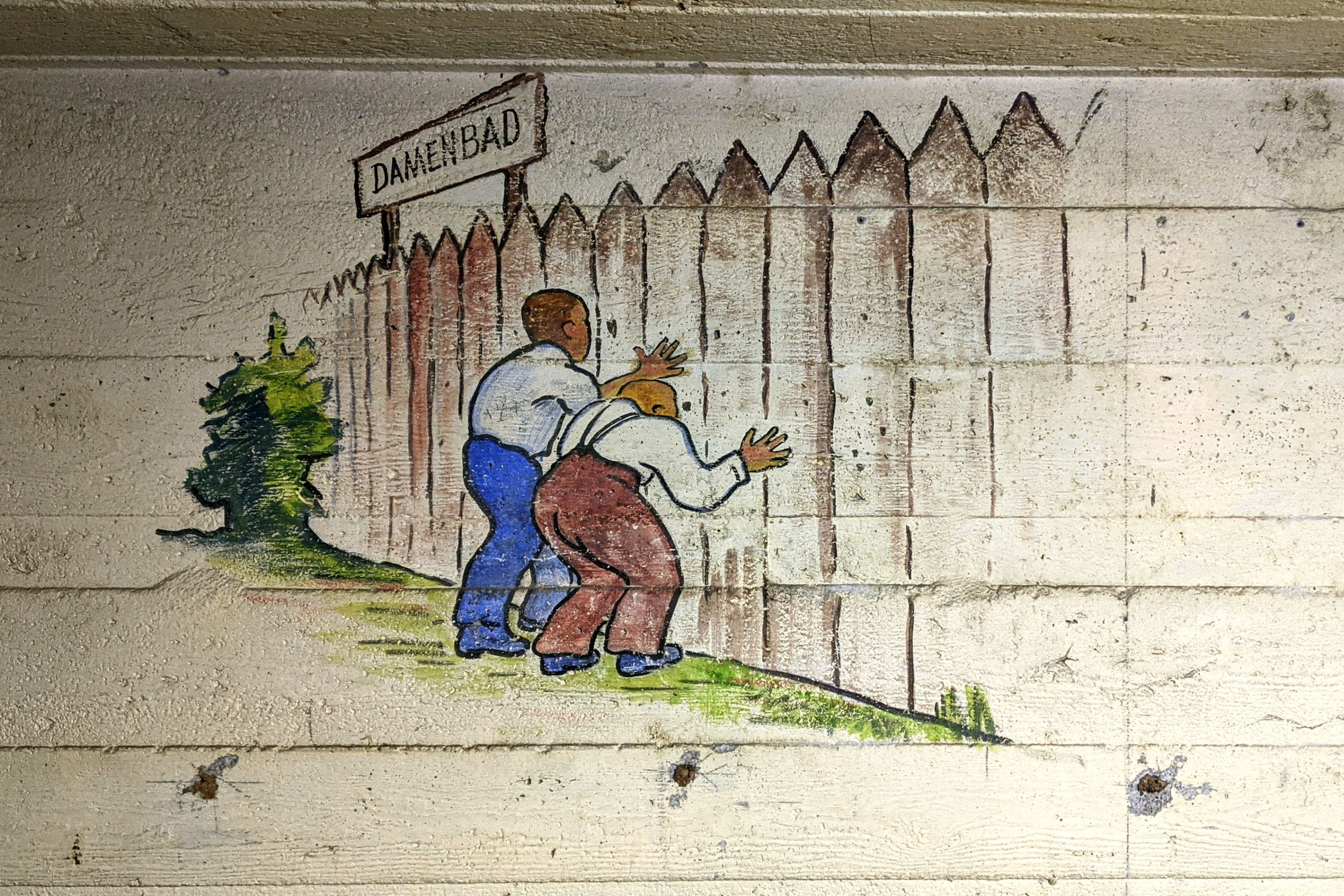
„Harmlose“ Bilder und Sinnsprüche an den Wänden sollten die Bunkerinsassen ablenken und beruhigen.

Besonderes Kennzeichen der Zombeck-Türme ist die spiralförmig um einen Zylinderkern gelegte Rampe im Innern des Turms, wodurch die innere Struktur der Türme einem Schneckenhaus gleicht. Die sanft ansteigende Rampe besitzt keine Stufen und dient gleichzeitig zur Erschließung und als Aufenthaltsort. Im Zylinderkern befinden sich Waschräume und Toiletten. Durch diese Gestaltung konnten die Zombeck-Türme im Vergleich zu Hochbunkern mit einer Erschließung über Treppenhäuser in begrenzter Zeit deutlich mehr Menschen aufnehmen. Zombeck-Türme wurden primär an Verkehrsknotenpunkten wie Bahnhöfen und Brücken errichtet, wo sie bei Luftalarm die schutzsuchenden Fahrgäste von angehaltenen Zügen aufnahmen.
Die Türme des Typs B I waren für 500 Personen ausgelegt, nahmen jedoch mehr als 1.000 Personen auf. Die Türme galten als splitter- und explosionssicher und besaßen eine Gasschleuse.

### Tarnung
Zombeck-Türme sind aus Beton erbaut, besitzen jedoch meist eine Fassade aus Klinkern. Auch das kegelförmige Betondach, das Bomben abweisen soll, ist mit Dachpfannen verkleidet. Damit vermittelten sie der Bevölkerung das Gefühl einer Trutzburg und fielen bei Luftangriffen im Wohnumfeld weniger auf. Besonders an hervorgehobenen Standorten wurden zur Einfassung von Türen auch Werksteine eingesetzt, über dem Haupteingang befand sich dort ein Reichsadler mit Hakenkreuz, am Hamburger Turm an den Vorsetzen heute noch als leere Fläche in einem Kranz sichtbar.

## Standorte

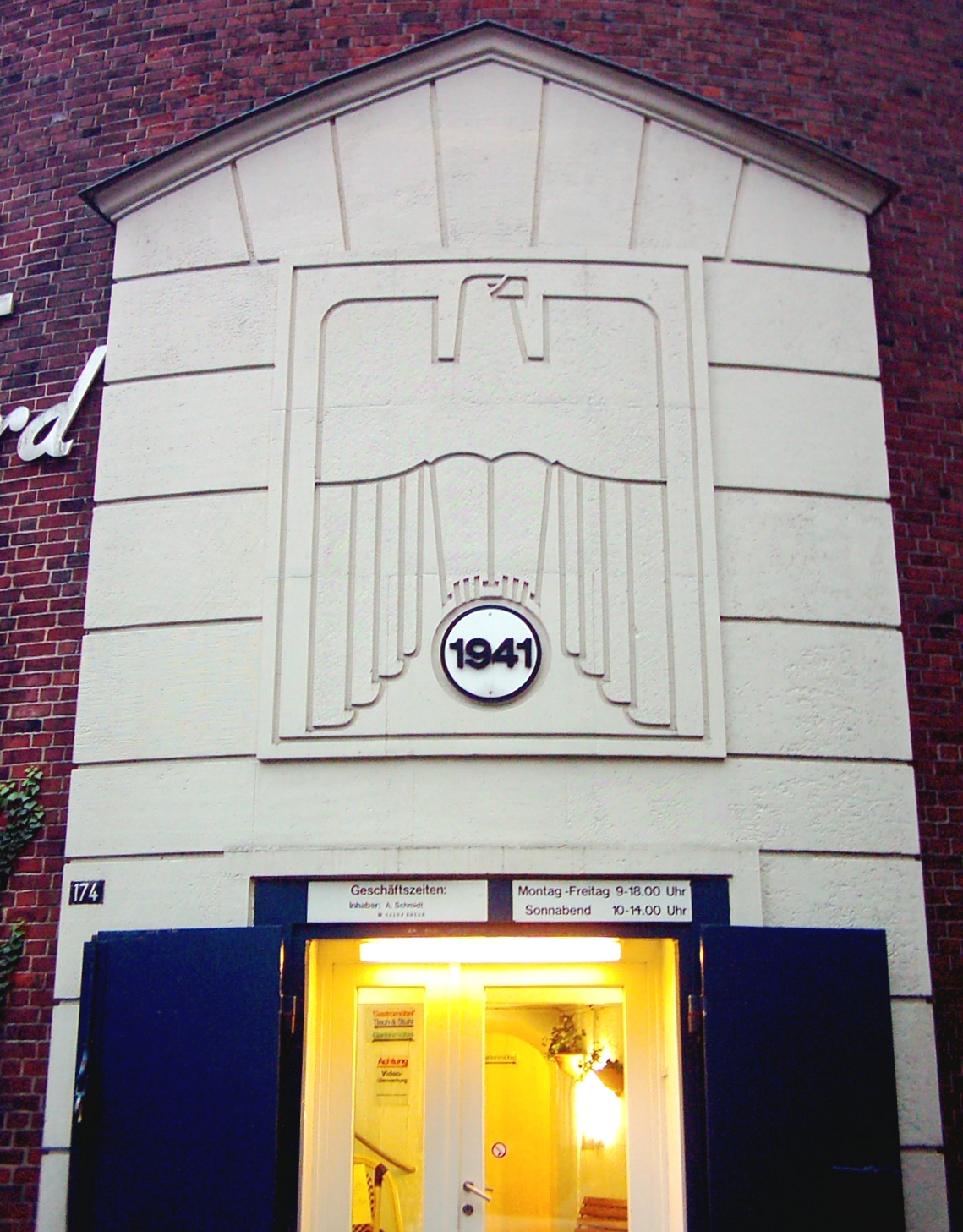
Reichsadler mit entferntem Hakenkreuz am Bahnhof Hasselbrook

Die meisten Zombeck-Türme stehen noch heute in Hamburg (siehe auch: Bunker in Hamburg). Hier wurden elf Luftschutztürme der Bauart Zombeck gebaut. Davon existieren gegenwärtig noch neun, die alle unter Denkmalschutz stehen:
- Wiesendamm 7, nahe dem Bahnhof Barmbek, 1939 errichtet, die Rampe diente vorübergehend als Ausstellungsfläche einer Möbelfirma. Er steht seit 2003 unter Denkmalschutz.[4]
- Vorsetzen 70 am Baumwall, gegenüber der Cap San Diego, 1940 errichtet, steht seit 2003 unter Denkmalschutz.[5]
- Rothenbaumchaussee/Moorweide nahe dem Dammtorbahnhof, 1940 mit neoklassizistischer Fassadengestaltung errichtet, steht seit 2003 unter Denkmalschutz.[6] Der Turm wird als Bar genutzt.[2]
- Peutestraße 1, am Südufer der Norderelbe zwischen Peute und A 255, 1940 errichtet, steht seit 2004 unter Denkmalschutz.[7]
- Prielstraße 9, am Südufer der Norderelbe zwischen der Auffahrt zur Freihafenelbbrücke (Eisenbahn) und der A 255, 1941 errichtet, steht seit 2004 unter Denkmalschutz.[8]

- Turm am Bahnhof Hasselbrook (→Lage)
- Turm am Bahnhof Sternschanze (Sportgelände im Sternschanzenpark, →Lage)
- Turm am Bahnhof Berliner Tor (→Lage) sowie der
- Turm an der Billhorner Brückenstraße (ehemalige Station an der Hochbahnlinie nach Rothenburgsort, →Lage)

Nicht mehr vorhanden:
- Der im Jahr 1940 errichtete Turm am Zentralen Omnibusbahnhof Hamburg (Brockesstraße) wurde im Rahmen der Umbauarbeiten im Jahr 2002 abgerissen.[9]
- Bismarckstraße (heute: Ottenser Hauptstraße), Ottensen

Türme außerhalb Hamburgs:
- In Berlin steht noch ein Zombeck-Turm auf dem Betriebsgelände des ehemaligen Reichsbahnausbesserungswerkes „Franz Stenzer“ (RAW) an der Warschauer Straße / Revaler Straße in Berlin-Friedrichshain, der im Rahmen des Werkschutzes der Deutschen Reichsbahn errichtet wurde. Der äußerlich ähnliche Turm stammt angeblich auch von Paul Zombeck, hat aber Treppen anstelle einer Spiralrampe, ist also eher ein „Ringtreppenturm“.[10]

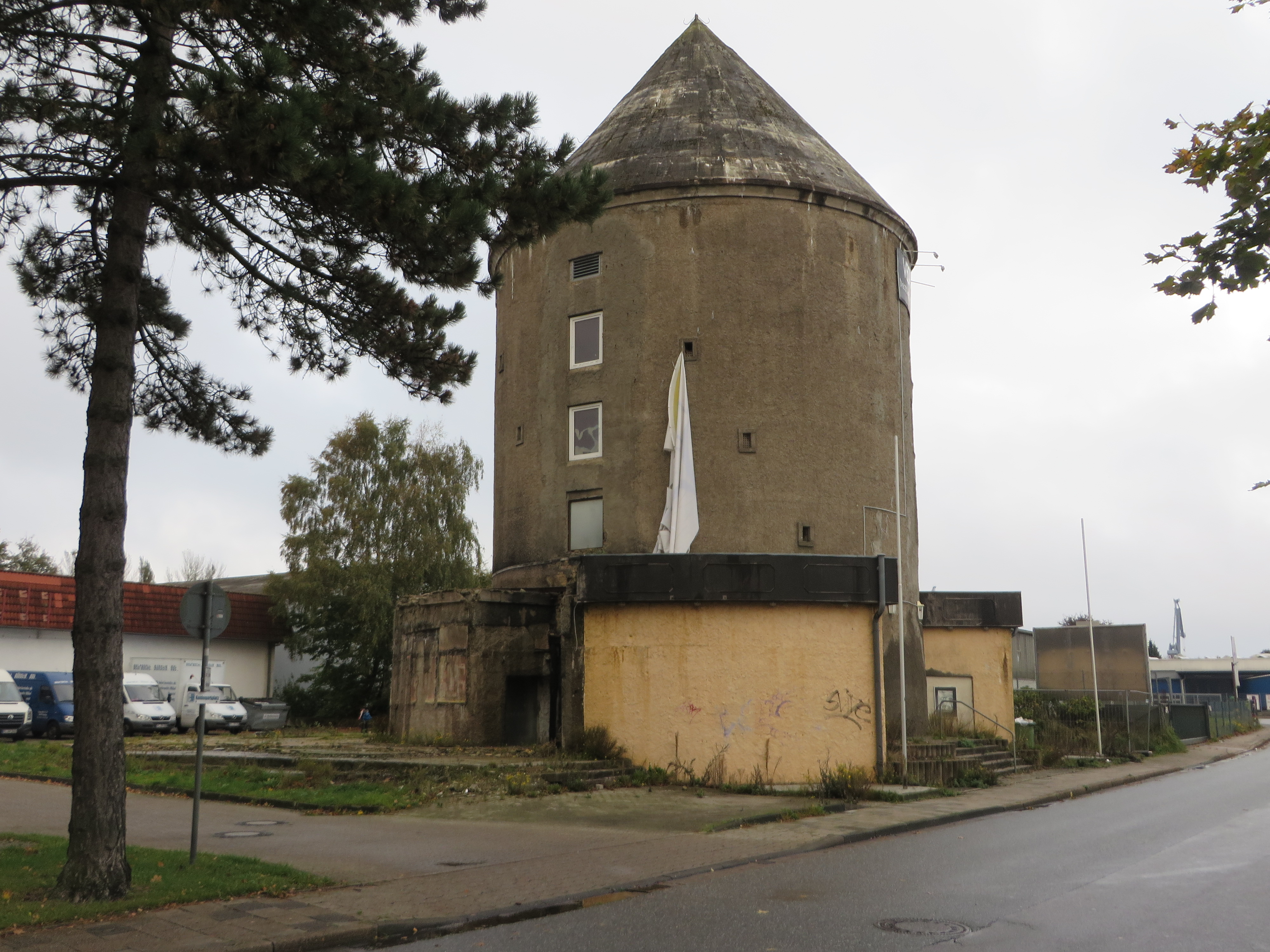
Der südliche Zombeck-Turm im Trollseeweg in Flensburg (2014)

- in Flensburg stehen noch zwei Zombeck-Türme im Trollseeweg. In einem der Türme entsteht ein Übungsraum für Rockbands.[11]
- in Wilhelmshaven der Turm an der Rheinstraße[12]
- im norwegischen Trondheim (auf dem Gelände der U-Boot-Bunker) gab es Zombeck-Türme.